# Triplophysa lixianensis
Triplophysa lixianensis és una espècie de peix de la família dels balitòrids i de l'ordre dels cipriniformes.

## Morfologia
- Cos nu.
- Els mascles poden assolir els 14,9 cm de longitud total.
- Llavi inferior molt arrugat i amb dos lòbuls laterals gruixuts.
- 10-11 radis tous a l'aleta dorsal i 7 a l'anal.
- L'origen de l'aleta dorsal es troba més a prop de la base de l'aleta caudal que de l'extrem del musell.
- Inserció de l'aleta pelviana anterior a l'origen de la dorsal.
- Aleta anal amb 5 radis ramificats.
- Absència o reducció de la cambra posterior de la bufeta natatòria.
- Peduncle caudal cilíndric.
- La vora anterior de la mandíbula inferior està completament exposada o descoberta pel llavi inferior.
- Intestí curt i en forma de bucle en ziga-zaga per sota de l'estómac.[2][5]

## Hàbitat i distribució geogràfica
És un peix d'aigua dolça, demersal i de clima subtropical, el qual es troba al fons rocallós amb grava i còdols del riu Zagunao (la conca superior del riu Iang-tsé, la Xina). Comparteix el seu hàbitat amb Oreias dabryi i Gymnocypris potanini.